# Kussola
Kussola (en rus: Кусола) és un poble de la República de Marí El, a Rússia, que en el cens del 2010 tenia 10 habitants. Pertany al districte rural de Voljsk.